# Lapse of Reality
Lapse of Reality è il terzo album in studio del supergruppo musicale statunitense Ring of Fire, pubblicato nel 2003.

## Tracce
1. Lapse of Reality – 4:40
2. Saint Fire – 4:57
3. Change – 4:47
4. That Kind of Man – 5:00
5. You Were There – 5:26
6. Perfect World – 5:33
7. Machine – 4:26
8. The Key – 5:32
9. Don't Know (What You Are Talking About) – 6:01
10. One Little Mystery – 5:37
11. Darkfall – 5:28
12. Faithfully – 6:52